# ليونس نغابو
ليونس نغابو (مواليد سنة 1951) (بالإنجليزية: Léonce Ngabo)‏ هو مخرج أفلام بوروندي. أخرج أول أفلامه سنة 1992 بعنوان جيتو، الجاحد، وهو أول فيلم روائي بوروندي.

## الحياة
درس نغابو الكيمياء، لكنه حافظ على اهتماماته الموسيقية وكتب سيناريو فيلم قصير وحكاية خيالية. وبدعم من صانع أفلام سويسري، حصل على تسبيق لفيلم روائي طويل. حاز فيلمه جيتو، الجاحد على اهتمام دولي.
نغابو هو مؤسس ورئيس المهرجان الدولي للسينما والمرئيات السمعية في بوروندي. كما ساعد في تأسيس شبكة أفلام شرق إفريقيا (EAFN) في عام 2014، وانتُخب رئيسًا لها.

## أعماله

### الإخراج
- 1992: جيتو، الجاحد
- 2010: تاريخ بوروندي

### التمثيل
- 2006: يوم أحد في كيغالي

## روابط خارجية
- ليونس نغابو على موقع IMDb (الإنجليزية)
- ليونس نغابو على موقع قاعدة بيانات الفيلم (الإنجليزية)